# Radrennbahn Dudenhofen

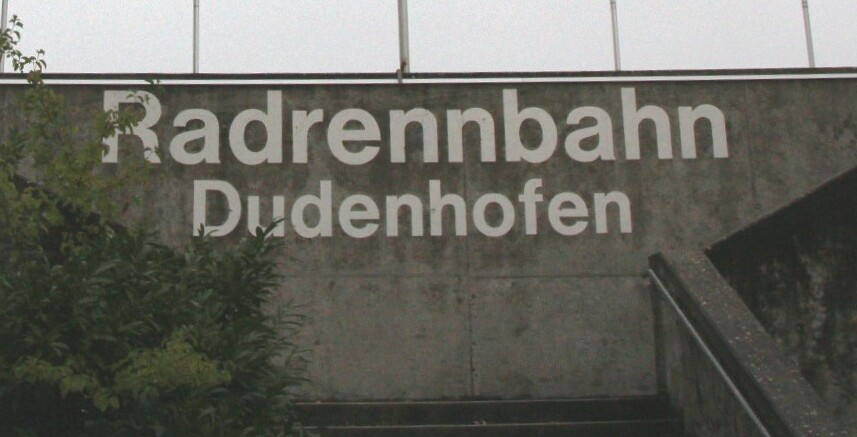
Eingang zur Radrennbahn

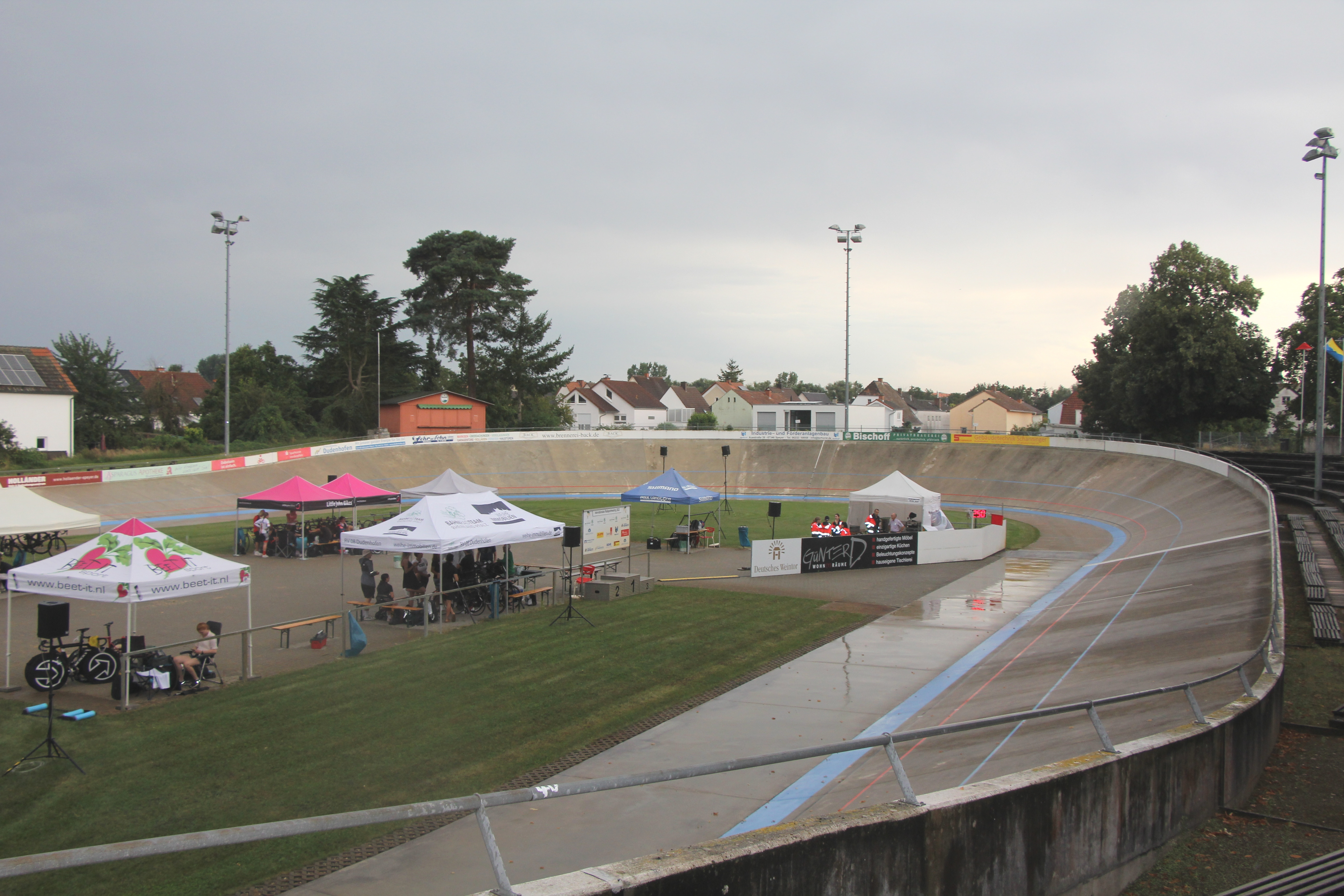
Blick auf die Südkurve (2023)

Die Radrennbahn Dudenhofen befindet sich in der Pfälzer Gemeinde Dudenhofen und ist im Besitz des Radfahrerverein Dudenhofen 1908 e.V.
Die Freiluftbahn hat eine Rundenlänge von 250 Meter und eine maximale Kurvenüberhöhung von 42°. 1991/1992 und 2016 wurde die Bahn erneuert. Wegen ihrer Form wird die Betonbahn auch „Badewanne“ genannt.
An gleicher Stelle standen zuvor bereits zwei Radrennbahnen, die jedoch jeweils moderneren Bahnen weichen mussten.

## Veranstaltungen
Am Pfingstmontag findet traditionell das Finale der Bahnentournee statt. Früher eine Rennserie auf den vier Bahnen in Oberhausen, Haßloch (später Mannheim), Schopp und Dudenhofen wird zwischenzeitlich eine 3-Bahnentournee in Oberhausen, Öschelbronn und Dudenhofen ausgetragen. Im Spätsommer (Ende August / Anfang September) wird zudem das meist hochkarätig besetzte Sprint-Turnier Internationales Sprintermeeting ausgetragen. Außerdem wird auf der Radrennbahn die Rheinland-Pfälzische LV-Meisterschaft ausgetragen für die Klassen Jugend (U17) und Junioren (U19). Die Deutschen Meisterschaften im Bahnradsport 1998 und 2018 wurden auf der Radrennbahn ausgetragen.